# Thales LMM
Thales LMM (Lightweight Multirole Missile) je lehká nadzvuková protizemní řízená střela velmi krátkého dosahu vyvinutá a vyráběná zbrojovkou Thales Air Defence (součást Thales Group) pro Britské ozbrojené síly. Střela byla vyvinuta jako náhrada vrtulníkových protizemních střel Sea Skua a AS.15TT. Slouží k vysoce přesným útokům na bodové pozemní cíle (obrněná technika, dělostřelectvo, menší válečné lodě a rychlé čluny ad.). Její další využití je proti vzdušným cílům. Může být vypouštěna ze vzduchu, z plavidel i ze země. Je vhodná pro vedení asymetrické války, kde je třeba minimalizovat vedlejší škody bombardování. V jejím vývoji byl rovněž kladen důraz na univerzálnost, modularitu a nízkou cenu. Střela může být integrována na různé typy platforem – vozidla, bezpilotní prostředky (např. Schiebel Camcopter S-100), vrtulníky, nebo válečné lodě. Britské označení střely je Martlet.

## Vývoj

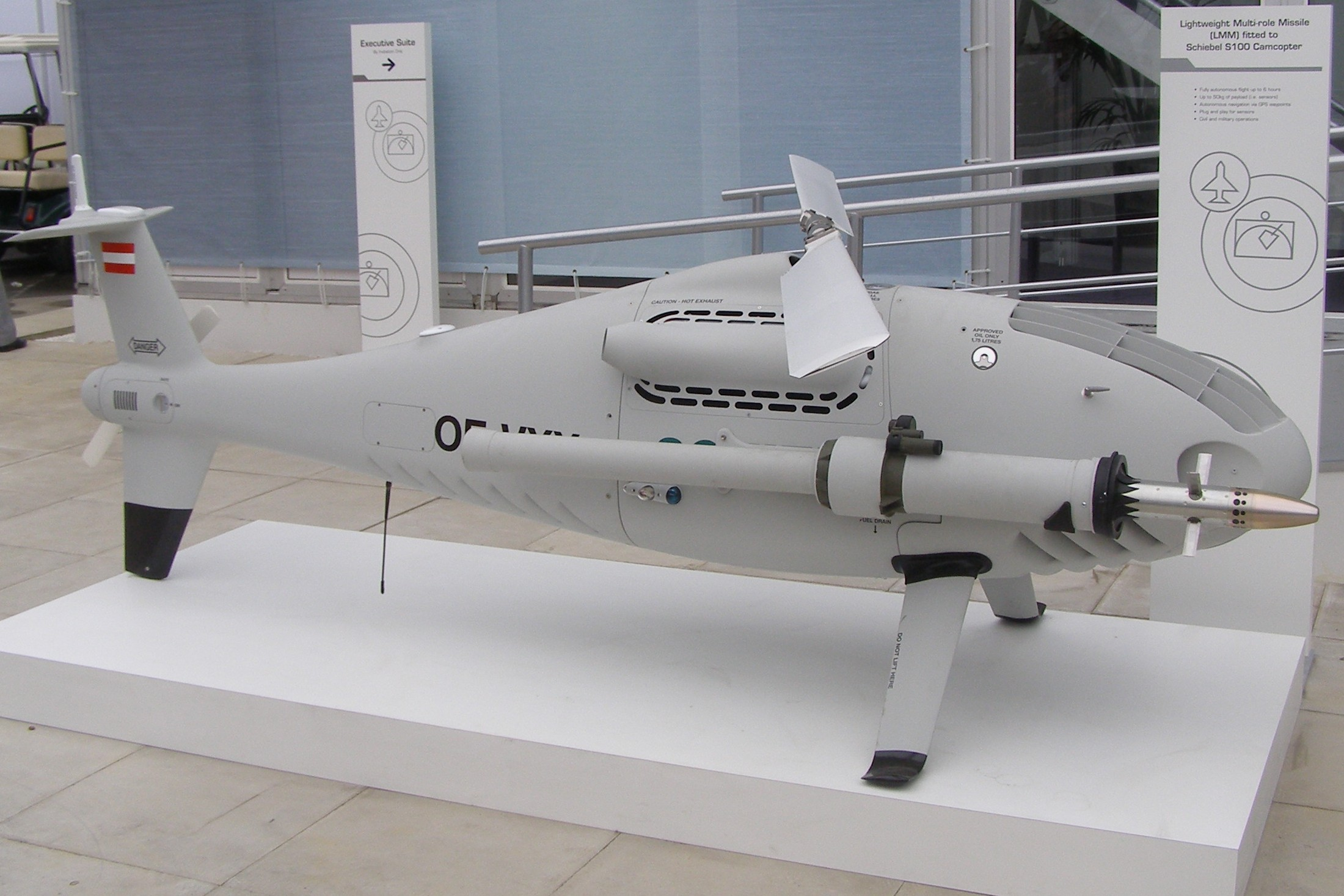
Bezpilotní vrtulník S-100 se střelou LMM

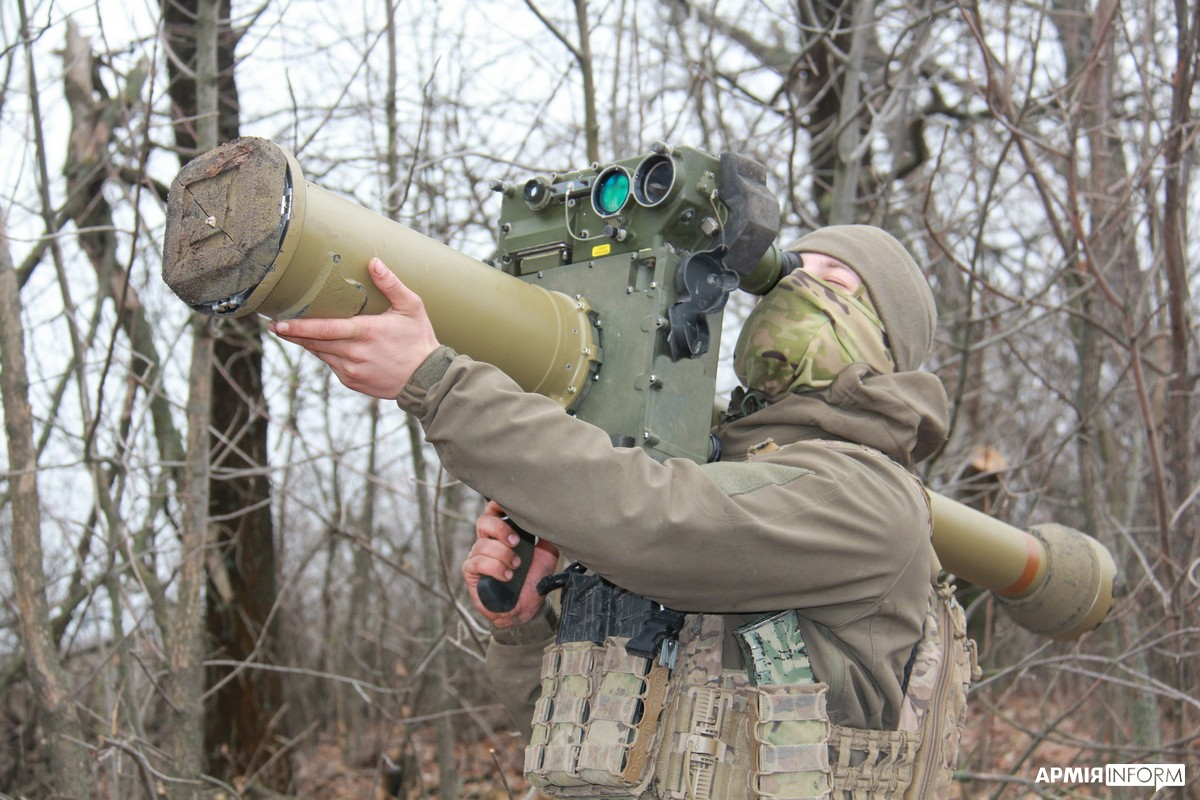
Přenosná střela Martlet

Záměr vývoje nové střely, tehdy ještě označené Future Anti-Surface Guided Weapon (Light) – FASGW(L), byl zveřejněn roku 2007. Paralelně probíhá vývoj těžší střely Sea Venom, původně Future Anti-Surface Guided Weapon (Heavy) – FASGW(H). Samotný vývoj pak byl zahájen roku 2008. V roce 2010 uzavřela zbrojovka Thales s tureckou zbrojovkou ASELSAN dohodu o společném vývoji odpalovacího zařízení pro střely LMM. Roku 2011 zbrojovka Thales získala kontrakt na dokončení vývoje střely, její zkoušky a přípravu sériové výroby. Britské ministerstvo roku 2014 objednalo integraci střel LMM na lehké námořní bojové vrtulníky AgustaWestland AW159 Wildcat. V květnu 2020 úspěšně proběhl první zkušební odpal střely z vrtulníku Wildcat. Wildcat unese až 20 těchto střel. V říjnu 2021 dosáhly střely na vrtulnících Wildcat počáteční operační způsobilosti.
Roku 2015 pak začal vývoj odpalovacího zařízení MILAS použitelného na válečných lodích. Jeho zkoušky úspěšně proběhly v červenci 2016. Kombinace střel LMM a odpalovacího zařízení MILAS má být vhodná například pro potírání pirátství pomocí malých a velmi rychlých člunů. V červenci 2019 byly střely otestovány na fregatě HMS Sunderland. Její zbraňová stanice pro 30mm kanón tehdy byla doplněna o pětinásobné odpalovací zařízení střel Martlet.
V roce 2019 byla úspěšně otestována schopnost střely zasahovat cíle ve vzduchu. V rámci odpalovacího zařízení Starstreak Lightweight Multiple Launcher pro tři střely LMM doplňuje výkonnější protiletadlové střely Starstreak.
Od prosince 2023 do června 2024 v Rudém moři operoval britský torpédoborec třídy Daring HMS Diamond s vrtulníkem Wildcat 815. perutě námořního letectva. Torpédoborec v oblasti zasahoval proti útočícím hútíjským střelám a dronům, přičemž Wildcat mimo jiné na základě dopadů do moře potvrzoval, že cíle byly skutečně zničeny. Jelikož Diamond využíval především D, jeho posádka ve spolupráci s námořním letectvem vyvinula taktiku pro boj s drony pomocí z vrtulníku vypuštěných řízených střel Martlet. 
V říjnu 2024 na střelnici ve Walesu proběhlo první zkušební sestřelení vzdušného dronu pomocí střely Martlet. Nápad na toto využití střely vznikl při nasazení britského torpédoborce třídy Daring HMS Diamond proti hútíjským střelám a dronům v Rudém moři. Použití Martletů může ušetřit drahé střely z protivzdušného systému Sea Viper. Vrtulníky Lynx tak získaly novou schopnost vedení boje se vzdušnými cíli.

## Popis

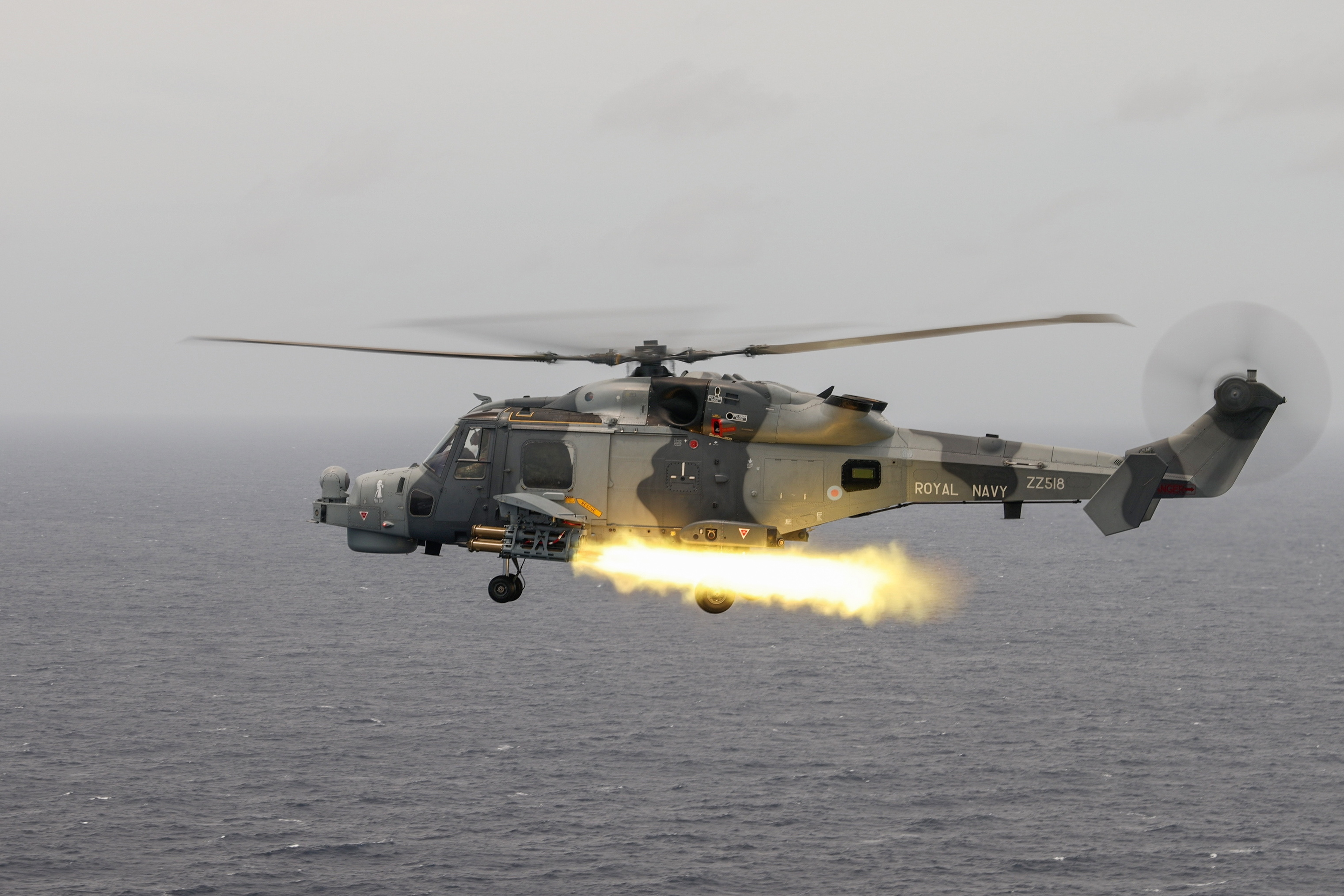
Vrtulník Wildcat vypouští střelu Martlet

Střela LMM má délku 1,3 m, rozpětí 0,26 a průměr 76 mm. Dosahuje hmotnosti 13 kg, z toho 3 kg připadá na bojovou hlavici. Střela umožňuje volbu z více způsobů navádění na cíl – lze ji navádět po laserovém paprsku, inerciálně s využitím infračerveného senzoru pro konečné navedení na cíl, nebo pomocí GPS. Střelu pohání dvoustupňový raketový motor. Dosah střely je 6-8 km při rychlosti přesahující 1,5 Machu. Minimální dostřel je 400 m.
Vrtulníky nesou pětinásobná odpalovací zařízení a laserový naváděcí systém. Stabilizované odpalovací zařízení pro válečné lodě může nést 4-8 střel. Je vybaveno laserovým naváděcím systémem a elektro-optickým zaměřovacím systémem. Střely navíc byly integrovány do různých druhů odpalovacích zařízení protiletadlového raketového kompletu Starstreak.